# Ole Gunnar Solskjær
Ole Gunnar Solskjær (Kristiansund, 26. veljače 1973.) norveški je nogometni trener i bivši nogometaš. Zadnji klub koji je vodio bio je Manchester United.
Kao igrač igrao je kao napadač i najveći dio karijere proveo je u Manchester Unitedu
Solskjær je također trenirao mlade igrače Manchester Uniteda, trenirao je i klub u kojem je igrao u profesionalnoj karijeri – klub Molde.